# Martín Vidaurre
Martín Vidaurre Kossmann (* 18. Februar 2000 in Santiago de Chile) ist ein chilenischer Mountainbiker, der im Cross-Country aktiv ist.

## Sportlicher Werdegang
Vidaurre ist einer der erfolgreichsten Mountainbikefahrer Südamerikas. Mit 15 Jahren deutete er sein Potenzial bei den chilenischen Meisterschaften an, als er die doppelt so alte Konkurrenz im Cross-Country Eliminator schlug. Seitdem wurde er mehrfacher Titelträger bei den Panamerika- und nationalen Meisterschaften im Cross-Country über alle Altersklassen. Zudem gewann er die Bronzemedaille im Cross-Country XCO bei den Panamerikanischen Spiele 2019. Sein bisher größter Erfolg bei internationalen Meisterschaften ist der Gewinn der U23-Weltmeisterschaft im Cross-Country XCO in der Saison 2021.
2018 war Vidaurre Teilnehmer der Olympischen Jugendspiele, wo er auch Fahnenträger war. 2021 nahm er an den Olympischen Sommerspielen in Tokio teil, wo er im Cross-Country den 18. Platz belegte.
Bis zur Saison 2022 startete Vidaurre im UCI-Mountainbike-Weltcup in der U23. 2021 sicherte er sich den Gewinn der Gesamtwertung mit zwei Saisonsiegen, 2022 dominierte er die Konkurrenz und gewann mit acht Siegen bei neun Rennen deutlich zum zweiten Mal die Gesamtwertung. 2024 kam er beim Short-Track-Rennen von Mairiporã erstmals auf ein Weltcup-Podium in der Elite. Bei seiner zweiten Olympia-Teilnahme kam er 2024 auf den 11. Platz. Bei den Weltmeisterschaften einen Monat später holte er erstmals eine Medaille in der Elite, und zwar im E-MTB Cross-Country.

## Familie
Seine jüngere Schwester Catalina Vidaurre Kossmann ist ebenso Mountainbikerin und hat bereits Medaillen bei den nationalen und kontinentalen Meisterschaften gewonnen.

## Erfolge
2015
- Chilenischer Meister – Eliminator XCE

2016
- Chilenischer Meister – Eliminator XCE

2017
- Panamerika-Meister (Junioren) – Cross-Country XCO
- Chilenischer Meister (Junioren) – Cross-Country XCO

2018
- Panamerika-Meister (Junioren) – Cross-Country XCO

2019
- Panamerika-Meisterschaften (U23) – Cross-Country XCO
- Chilenischer Meister (U23) – Cross-Country XCO
- Panamerikanische Spiele – Cross-Country XCO

2020
 Chilenischer Meister (U23) – Cross-Country XCO
2021
- Weltmeister (U23) – Cross-Country XCO
- Panamerika-Meister (U23) – Cross-Country XCO
- Panamerika-Meisterschaften – Short Track XCC
- Panamerika-Meisterschaften – Staffel XCR
- Panamerikanische Juniorenspiele – Cross-Country XCO
- zwei Weltcup-Erfolge (U23) – Cross-Country XCO

2022
- Panamerika-Meister (U23) – Cross-Country XCO
- Panamerika-Meisterschaften – Staffel XCR
- Panamerika-Meisterschaften – Short Track XCC
- Chilenischer Meister – Cross-Country XCO
- Gesamtwertung und acht Weltcup-Erfolge (U23) – Cross-Country XCO

2023
- Panamerika-Meisterschaften – Short Track XCC
- Chilenischer Meister – Cross-Country XCO[3]
- Chilenischer Meister – Short Track XCC
- Panamerikaspiele – Mountainbike Cross-Country XCO

2024
- Chilenischer Meister – Cross-Country XCO
- Chilenischer Meister – Short Track XCC
- Weltmeisterschaften – E-MTB Cross-Country